# Badinières
Badinières è un comune francese soppresso e frazione del comune di Eclose-Badinières, situato nel dipartimento dell'Isère della regione dell'Alvernia-Rodano-Alpi.
Badinières è stato un comune indipendente fino al 1º gennaio 2015, quando si è fuso con il comune di Eclose per formare il nuovo comune di Eclose-Badinières.

## Società

### Evoluzione demografica
Abitanti censiti